# 新吉田町
新吉田町（しんよしだちょう）は、神奈川県横浜市港北区の町名。「丁目」のない単独行政地名。住居表示未実施区域。

## 地理
港北区の北西部に位置し、北東に高田西、東に新吉田東、南に新羽町、西に都筑区早渕、北西に東山田町と接している。

### 字
| - 御霊 - 具々田 - 東前 - 川向 - 四ツ谷 - 貝塚前 - 四ツ家前 - 宮ノ原 | - 北川 - 神隠 - 裏土腐 - 貝塚 - 西 - 中里 - 表 - 原 |

### 地価
住宅地の地価は、2025年（令和7年）1月1日の公示地価によると、新吉田町字宮ノ原3415番22の地点で20万6000円/m²となっている。

## 歴史

### 沿革
かつて、この場所は都筑郡吉田村があった。
- 1889年（明治22年）4月1日 - 町村制施行に伴い、高田村、新羽村ともに新田村が発足し、吉田村は大字吉田となる。
- 1939年（昭和14年）4月1日 - 新田村が横浜市に編入する。横浜市港北区新吉田町となる[6]。
- 1946年（昭和22年）3月12日 - 耕地整理に伴い、新吉田町の一部を綱島上町へ編入し、北綱島町、南綱島町の各一部を新吉田町に編入する[7]。
- 1946年（昭和22年）11月12日 - 耕地整理に伴い、東山田町、南山田町の境界を変更する[7]。
- 1948年（昭和24年）3月1日 - 耕地整理に伴い、新吉田町の一部を綱島町へ編入し、北綱島町の一部を新吉田町に編入する[8]。
- 1954年（昭和29年）9月3日 - 土地改良事業に伴い、新羽町との境界を変更する[8]。
- 1965年（昭和40年）4月14日 - 太尾町の一部を新吉田町に編入する[9]。
- 1969年（昭和44年）3月8日 - 新羽町との境界を変更する[10]。
- 1969年（昭和44年）10月1日 - 行政区の再編成に伴い、港北区を再配置。横浜市港北区新吉田町となる[11]。
- 1973年（昭和48年）6月11日 - 住居表示の実施に伴い、新吉田町の一部を綱島西四丁目、綱島西五丁目へ編入する[12]。
- 1983年（昭和58年）11月28日 - 新羽町、太尾町の各一部を新吉田町に編入[13]。
- 1988年（昭和63年）2月29日 - 住居表示の実施に伴い、新吉田町の一部を新栄町へ編入する[14]。
- 1989年（平成元年）2月27日 - 住居表示の実施に伴い、新吉田町の一部を勝田南二丁目へ編入する[15]。
- 1994年（平成6年）11月6日 - 新吉田町の一部を勝田町に編入する[16]。住居表示の実施に伴い、早渕一丁目、早渕二丁目、早渕三丁目へ編入する[16]。行政区の再編成に伴い、港北区を再配置。横浜市港北区新吉田町となる[17]。
- 2003年（平成15年）10月27日 - 住居表示の実施に伴い、新吉田町の一部から新吉田東一丁目、新吉田東二丁目、新吉田東三丁目、新吉田東四丁目を新設する[18]。
- 2004年（平成16年）10月18日 - 住居表示の実施に伴い、新吉田町の一部から新吉田東五丁目、新吉田東六丁目を新設する[18]。
- 2005年（平成17年）10月31日 - 住居表示の実施に伴い、新吉田町の一部から新吉田東七丁目、新吉田東八丁目を新設する[19]。

## 世帯数と人口
2025年（令和7年）6月30日現在（横浜市発表）の世帯数と人口は以下の通りである。
| 町丁     | 世帯数    | 人口    |
| -------- | --------- | ------- |
| 新吉田町 | 2,206世帯 | 4,382人 |

### 人口の変遷
国勢調査による人口の推移。
| 年                 | 人口   |
| ------------------ | ------ |
| 1995年（平成7年）  | 26,322 |
| 2000年（平成12年） | 26,510 |
| 2005年（平成17年） | 10,745 |
| 2010年（平成22年） | 4,681  |
| 2015年（平成27年） | 4,790  |
| 2020年（令和2年）  | 4,765  |

### 世帯数の変遷
国勢調査による世帯数の推移。
| 年                 | 世帯数 |
| ------------------ | ------ |
| 1995年（平成7年）  | 9,395  |
| 2000年（平成12年） | 9,931  |
| 2005年（平成17年） | 3,911  |
| 2010年（平成22年） | 1,607  |
| 2015年（平成27年） | 1,644  |
| 2020年（令和2年）  | 1,736  |

## 学区
市立小・中学校に通う場合、学区は以下の通りとなる（2024年11月時点）。
| 番・番地等 | 小学校                   | 中学校             |
| --- | ------------------------ | ------------------ |
| 1〜607番地、3512〜3578番地 3948〜4609番地、5096〜5409番地 5800〜5888番地、5938〜5963番地                                                                                  | 横浜市立新吉田第二小学校 | 横浜市立新田中学校 |
| 1269〜1300番地、1402〜1489番地 1582〜1599番地、1601〜1839番地 1884〜1895番地、1960〜1990番地 2029〜2050番地、2156〜2165番地 2252〜2356番地、2490〜2492番地 3920〜3947番地 | 横浜市立新吉田小学校     | 横浜市立新田中学校 |
| 2955〜3097番地、3099〜3511番地 3579〜3631番地、5410〜5799番地 6001〜6093番地、6095〜6108番地 6113番地、6114番地 6121〜6123番地                                            | 横浜市立新田小学校       | 横浜市立新羽中学校 |

## 事業所
2021年（令和3年）現在の経済センサス調査による事業所数と従業員数は以下の通りである。
| 町丁     | 事業所数  | 従業員数 |
| -------- | --------- | -------- |
| 新吉田町 | 489事業所 | 4,536人  |

### 事業者数の変遷
経済センサスによる事業所数の推移。
| 年                 | 事業者数 |
| ------------------ | -------- |
| 2016年（平成28年） | 459      |
| 2021年（令和3年）  | 489      |

### 従業員数の変遷
経済センサスによる従業員数の推移。
| 年                 | 従業員数 |
| ------------------ | -------- |
| 2016年（平成28年） | 3,904    |
| 2021年（令和3年）  | 4,536    |

## 交通
- 第三京浜道路
  - 都筑インターチェンジ・都筑パーキングエリア
- 神奈川県道13号横浜生田線

## 施設
- 横浜市立新田小学校
- 横浜市立新吉田第二小学校
- 新田郵便局[29]
- 介護老人福祉施設 新吉田(特別養護老人ホーム)
- 常真寺
- 正福寺
- 若雷神社
- 杉山神社
- アネスト岩田株式会社本社

## その他

### 日本郵便
- 郵便番号 : 223-0056[3]（集配局：綱島郵便局[30]）

### 警察
町内の警察の管轄区域は以下の通りである。
| 番・番地等 | 警察署     | 交番・駐在所 |
| ---------- | ---------- | ------------ |
| 全域       | 港北警察署 | 吉田口交番   |